# Dactylopsaron dimorphicum
Dactylopsaron dimorphicum, es una especie de pez actinopeterigio marino, la única del género monotípico Dactylopsaron de la familia de los percófidos.

## Morfología
Cuerpo pequeño y alargado, con gran cabeza y con grandes aletas dorsal y anal, se ha descrito una longitud máxima de 2,9 cm, en la aleta dorsal tiene de 3 a 5 espinas y 20 a 22 radios blandos, mientras que en la anal no tiene espinas y 23 a 25 radios blandos; presentan dimorfismo sexual en la estructura de la primera aleta dorsal, en la cual el primer radio es engrosado y muy largo en los machos, mientras que es delgado y corto en las hembras.

## Distribución y hábitat
Se distribuye por aguas del sureste del océano Pacífico, un endemismo de la zona oeste de la cadena de Salas y Gómez (Chile), así como en el cruce entre esta cadena submarina y la Dorsal de Nazca. Son peces marinos de aguas profundas, de comportamiento batial y demersal, que prefieren hábitats entre los 240 m y los 345 m de profundidad.